# Can Portalló
Can Portalló és una masia de Girona inclosa a l'Inventari del Patrimoni Arquitectònic de Catalunya.

## Descripció
L'edifici és de planta rectangular, de planta baixa i un pis, guanyant el desnivell a la part posterior, teulat a dues aigües, asimètric pel costat dret, i carener perpendicular a façana principal. Les façanes són compostes amb situació lliure de les obertures. La majoria són de llinda planera i recta. La porta és solar dovellada.
Cal esmentar la gran pallissa de pilar central, de dues plantes, que es troba enfront de la masia, a l'altre costat del camí.